# Sherwin Peak
Sherwin Peak är en bergstopp i Antarktis. Den ligger i Östantarktis. Nya Zeeland gör anspråk på området. Toppen på Sherwin Peak är 2 290 meter över havet.
Terrängen runt Sherwin Peak är bergig norrut, men söderut är den kuperad. Trakten är obefolkad. Det finns inga samhällen i närheten. 